# Overlord (computerspel)
Overlord is een computerspel dat werd ontwikkeld door de Lennart Sas van Triumph Studios. Het spel werd in 2007 uitgebracht voor de Xbox 360, Windows, Linux en PlayStation 3. Overlord was het eerste Nederlandse spel dat uitkwam op de PlayStation 3.

## Gameplay
De speler bestuurt in dit spel de "Overlord" die net verslagen is door zeven helden. Als Overlord moet de speler wraak nemen op de zeven helden. Tijdens deze opdracht krijgt men hulp van de Minions, een soort gremlin-achtige wezens, die hyperactief en lachend om de speler heen springen en dansen. De minions zijn in te zetten voor allerlei klusjes.